# Ratboy
Ratboy is een Amerikaanse dramedy uit 1986 geregisseerd door Sondra Locke. De film was op kritisch en financieel een flop temeer omdat er nergens achtergrond wordt gegeven hoe het personage Ratboy is ontstaan. De film werd gemaakt door Malpaso Productions en verdeeld door Warner Bros.

## Synopsis[1]
Nikki Morrison gaat op zoek naar Eugene, een mysterieuze kruising tussen een mens en rat. Ze vindt Eugene op een vuilnisbelt waar hij teruggetrokken leeft. Nikki wil Eugene voorstellen aan het algemene publiek, maar daar wil hij niet van weten.

## Rolverdeling[1]
| Acteur             | Personage              |
| ------------------ | ---------------------- |
| Sondra Locke       | Nikki Morrison         |
| Sharon Baird       | Eugene / Ratboy        |
| Gordon Anderson    | stem van Eugene/Ratboy |
| Robert Townsend    | Manny                  |
| Christopher Hewett | coach                  |
| Larry Hankin       | Robert Jewell          |
| Sydney Lassick     | Lee 'Dial-A-Prayer'    |
| Gerrit Graham      | Billy Morrison         |
| Louie Anderson     | Omer Morrison          |
| Billie Bird        | psycholoog             |
| John Witherspoon   | Heavy                  |
| Charles Bartlett   | Catullus Cop           |
| Tim Thomerson      | Alan Reynolds          |

## Nominatie
| Wedstrijd                    | Categorie     | Ontvanger(s) | Resultaat   | Ref.   |
| ---------------------------- | ------------- | ------------ | ----------- | ------ |
| Golden Raspberry Awards 1986 | Worst Actress | Sondra Locke | Genomineerd | [ 10 ] |